# Іванівці (зупинний пункт, Львівська залізниця, Івано-Франківська область)
Іва́нівці — залізничний пасажирський зупинний пункт Івано-Франківської дирекції залізничних перевезень Львівської залізниці.
Розташований у селі Іванівці Коломийського району Івано-Франківської області на лінії Коломия — Делятин між станціями Коломия (19 км) та Делятин (19 км).
Станом на серпень 2019 року щодня три пари дизель-потягів прямують за напрямком Коломия — Делятин/Ворохта/Рахів.